# Sint-Jozefkapel Steenweg Asse 241

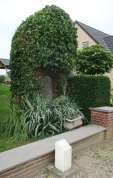
Pijlerkapel Steenweg Asse 241. Foto: Anne Mie Havermans

De Sint-Jozefkapel is een pijlerkapel die zich bevindt in Herfelingen, een deelgemeente van Pajottegem. De pijlerkapel bevindt zich op de Steenweg Asse ter hoogte van huisnummer 241 en maakt deel uit van een boerenburgerhuis dat aangeduid is als vastgesteld bouwkundig erfgoed.

## Historiek
De kapel staat aangeduid op de topografische legerkaart van 1860 tot 1873. Door het bouwopschrift met de jaartal 1714 kan de kapel reeds aan het begin van de 18e eeuw gedateerd worden waardoor het tot de oudste in het Pajottenland behoort. 

## Architectuur
De pijlerkapel is volledig opgetrokken uit blauwe hardsteen, wat nog zelden wordt aangetroffen in Vlaanderen en heeft laatbarokke kenmerken. De blauwe hardsteen is met grote zorg bewerkt. Het gebouwtje bestaat uit een rondboognis met een smeedijzeren getralied hekje en is geflankeerd door vleugelstukken. Een zware druiplijst en voluten bekronen het geheel.
Op de hoge sokkel is het opschrift moeilijk leesbaar door de hoge plantengroei, maar het verwijst naar de toewijding aan Onze-Lieve-Vrouw van Zeven Smarten en de naam van de schenker: “Deze statie heeft gemaect… joff. M.J. Aemerbax (?) 1714.” Het oorspronkelijke houten polychrome beeld van Jozef met Kind wordt bewaard in de bijhorende hoeve.
De kapel ligt op de route van de Heilige Drievuldigheidsprocessie, ook wel de paardenprocessie van Kester genoemd.